# Mads Vangsø
Mads Vangsø, född 1971, är en dansk radioprofil och var TV-kommentator i Eurovision Song Contest 2006 för Danmark. Han medverkade också i Inför Eurovision Song Contest 2006.